# Bruno Martino
Bruno Martino (n. 11 noiembrie 1925, Roma, Regatul Italiei – d. 28 iunie 2000, Roma, Italia) a fost un cântăreț italian.